# Orlovista, Florida
Orlovista är en ort (CDP) i Orange County, i delstaten Florida, USA. Enligt United States Census Bureau har orten en folkmängd på 6 123 invånare (2010) och en landarea på 4,7 km².